# Ursula Andermatt
Ursula Andermatt (* 25. November 1957 in Basel; † 28. Juli 2022 in Berlin) war eine Schweizer Schauspielerin.

## Leben
Ursula Andermatt absolvierte erfolgreich eine Ausbildung an der Schauspielakademie Zürich. Von 1982 bis 2000 hatte sie ein langjähriges Schauspielengagement beim Theater am Neumarkt Zürich. Zwischenzeitlich spielte sie auch am Schauspielhaus Zürich und am Berliner Schillertheater.
Ihr Kinodebüt gab sie 1988 im Film Der Passagier – Welcome to Germany, der im Wettbewerb der 41. Filmfestspiele von Cannes lief. Mit dessen Regisseur, dem Dramatiker Thomas Brasch, war sie von 1983 an sechs Jahre lang liiert. Ab den 1990er Jahren war sie immer wieder in deutschsprachigen Fernsehserien (u. a. Kommissar Rex, Edel & Starck, Polizeiruf 110, Spreewaldkrimi) und Fernsehfilmen zu sehen. Im Frühjahr 2021 trat Andermatt für die ZDF-Produktion Die Welt steht still mit Natalia Wörner als Madame Laurent letztmals vor die Kamera.
Ursula Andermatt war von 2000 bis 2015 mit dem Schauspielkollegen Michael Kind verheiratet. Aus der Beziehung ging ein Sohn hervor. Mit Michael Kind stand sie in mehreren TV-Produktionen zusammen vor der Kamera, unter anderem in Folgen von Großstadtrevier und Küstenwache. Sie starb Ende Juli 2022 nach kurzer schwerer Krankheit im Alter von 64 Jahren.

## Filmografie (Auswahl)
- 1988: Der Passagier – Welcome to Germany
- 1991: Tatort: Kameraden (Fernsehreihe)
- 1991: Anna Göldin – Letzte Hexe
- 1995: Schwarz greift ein (Fernsehserie, Folge Tödliches Blut)
- 1997: Kurklinik Rosenau (Fernsehserie, Folge Ein positives Leben)
- 1997: Die Feuerengel (Fernsehserie, Folge Annäherungen)
- 1997: Die Männer vom K3 (Fernsehserie, Folge Blutsverwandtschaft)
- 1997: Leben in Angst
- 1998: Hallo, Onkel Doc! (Fernsehserie, Folge Junge Liebe)
- 1998: Kommissar Rex (Fernsehserie, Folge Geraubtes Glück)
- 2000: Doppelter Einsatz (Fernsehserie, Folge Wettlaub mit dem Tod)
- 2000: Polizeiruf 110: Tote erben nicht (Fernsehserie)
- 2001: Der letzte Sommer[4]
- 2001: St. Angela (Fernsehserie, Folge Torheit schützt vor Krankheit nicht)
- 2001: Polizeiruf 110: Bei Klingelzeichen Mord
- 2002: Achterbahn (Fernsehserie, Folge Fernweh)
- 2002: Am Ende des Tunnels
- 2002: Großstadtrevier (Fernsehserie, Folge Kleiner Mann was nun?)
- 2003: Küstenwache (Fernsehserie, Folge Falsche Liebe)
- 2003: Meier Marilyn
- 2003: Spital in Angst
- 2004: Küss mich, Kanzler!
- 2004: Lilo & Fredi
- 2005: Edel & Starck (Fernsehserie, Folge Die Venusfalle)
- 2006: Die Könige der Nutzholzgewinnung
- 2007: Großstadtrevier (Fernsehserie, Folge Rufmord)
- 2008: Küstenwache (Fernsehserie, Folge Ungestillte Rache)
- 2008: Der russische Geliebte
- 2008: Fünf Sterne (Fernsehserie, 11 Folgen)
- 2009: Tag und Nacht (Fernsehserie, Folge Gefährliche Therapie)
- 2009: Frühling im Herbst[5]
- 2010: Notruf Hafenkante (Fernsehserie, Folge Heiße Ware)
- 2011: Artisten
- 2012: Der Bestatter (Schweizer TV-Serie, 1 Folge)
- 2013: Der Minister
- 2014: Spreewaldkrimi: Die Tote im Weiher
- 2015: Zoé und Julie
- 2015: Vorsicht vor Leuten
- 2017: Alles Klara (Fernsehserie, Folge Tod unter dem Kreuz)
- 2018: Der Bestatter (Fernsehserie)
- 2018: Hanne
- 2021: Die Welt steht still